# Hamid Nater
Hamid Nater (Berrechid, 30 dicembre 1980) è un ex calciatore marocchino, di ruolo centrocampista.

## Carriera

### Club
Dal 1999 al 2007, a parte una stagione con i sauditi del Al-Ettifaq e del Al-Ittihad, gioca nel Raja Casablanca con cui vince tre campionati marocchini e due coppe nazionali. Con il Raja giocò in due edizioni della CAF Champions League, giungendo a disputare le semifinali del torneo nell'edizione 2005. Ha inoltre giocato nel Campionato mondiale per club FIFA 2000, ottenendo il quarto e ultimo posto nel girone A.
Dal 2007 al 2009 è al FAR Rabat, con cui vince un altro campionato e due coppe nazionali.
In seguito giocherà nel Moghreb Tétouan, nel Difaâ El Jadida e nell'US Mohammédia.

### Nazionale
Con la Nazionale marocchina ha preso parte ai Giochi Olimpici del 2000.

## Palmarès

### Competizioni nazionali
- Campionato marocchino: 4

Raja Casablanca: 1999-2000, 2000-2001, 2003-2004
FAR Rabat: 2007-2008
- Coppa del Marocco: 2

Raja Casablanca: 2001-2002, 2004-2005
FAR Rabat: 2007-2008, 2008-2009